# Ювал Харари
Ювал Ноа Харари е израелски историк и писател.

## Биография
Роден е на 24 февруари 1976 г. в Кириат Ата, Израел, в еврейско семейство с корени от Полша и Буковина.
Следва история на Средновековието и военна история по време на следването си в Еврейския университет в Йерусалим между 1993 и 1998 г. През 2002 г. защитава докторантура в Джизъс Колидж, Оксфорд, под ръководството на Стивън Дж. Гън. Между 2003 и 2005 г. е стипендиант на фондацията на семейство Ротшилд.
Най-популярната му книга е „Sapiens. Кратка история на човечеството“, издадена през 2011 г. на иврит, а през 2014 Г. на английски език. Преведена е на още 45 езика, вкл. български (ИК Изток-Запад, 2016). Книгата се основава на 20 лекции по световна история и изследва цялата история на човека, еволюцията на Homo sapiens от каменната епоха до политическите и технологични революции на XXI век. Еврейското издание се превръща в бестселър в Израел и предизвиква голям интерес както в академичната общност, така и сред широката общественост, превръщайки Харари в знаменитост.
Харари е два пъти носител на Наградата „Полонски“ за „Творчество и оригиналност“ през 2009 и 2012 г. През 2011 г. печели наградата „Moncado“ на Дружеството за военна история за изключителни статии във военната история.
Книгата му Homo Deus: Кратка история на бъдещето е публикувана през 2016 г. и изследва възможностите за бъдещо развитие на хомо сапиенс.
Книгата на Харари „21 урока за XXI век“, публикувана на 30 август 2018 г., се фокусира повече върху съвременните проблеми. В рецензията на английския седмичен вестник New Statesman се коментира това, което вестникът нарича „смехотворни морални сентенции, разпръснати из целия текст“, критикува се стилът на писане на Харари и се заявява, че той „търгува с безсмислени отклонения и мъчителни баналности“. В същото време американското списание Kirkus Reviews оценява книгата като "tour de force" (в смисъл на майсторско творение) и я описва като „изключително поучително изследване на актуалните въпроси и близкото бъдеще на човешките общества“.

## Възгледи
Харари се интересува от това как Хомо сапиенс е достигнал сегашното си състояние и бъдещото му развитие. Проучванията му се фокусират върху макроисторически въпроси като: Каква е връзката между история и биология? Каква е основната разлика между хомо сапиенс и другите животински видове? Има ли справедливост в историята? Историята има ли посока? Хората по-щастливи ли стават в течение на историята?
Харари смята незадоволеността за „дълбокия корен“ на човешката действителност и за свързана с еволюцията.
В статия от 2017 г. Харари твърди, че чрез технически прогрес и напредък в областта на изкуствения интелект, „до 2050 г. ще се появи нов вид хора – безполезната класа. Хората, които не просто са безработни, но неспособни да получат работа.“ Според него справянето с тази нова социална класа в икономическо, социално и политическо отношение ще бъде основното предизвикателство за човечеството през следващите десетилетия.
Харари е защитник на правата на животните, особено на домашните, и е веган. В статия от 2015 г. във вестник „Гардиън“ със заглавие „индустриалното фермерство е едно от най-лошите престъпления в историята“ той определя "съдбата на животните, отглеждани в индустриални ферми [...] като един от най-важните етични въпроси на нашето време“.
Харари обобщава възгледите си за света в интервю от 2018 г. със Стив Полсън по следния начин: „Нещата са по-добре от когато и да било в миналото. Но все още са доста зле. Положението може да стане много по-лошо. Това води до оптимистичен поглед, защото ако разбереш, че нещата са по-добре, отколкото преди, това значи, че можем да ги направим дори по-добри“.

## Личен живот
Ювал Ной Харари е открит гей, през 2002 г. той се жени за партньора си на име Ицик Яхав, сега двойката живее в мошава (селскостопанска община) Мезилат Цион близо до Йерусалим.
Харари е активист за правата на животните, привърженик е на веганството, (предупреждава обаче, че по този въпрос не бива да се подхожда с радикалното „всичко или нищо“). Той практикува випасана медитация.